# Ceromasia quadrivittata
Ceromasia quadrivittata är en tvåvingeart som först beskrevs av Jacques-Marie-Frangile Bigot 1889.  Ceromasia quadrivittata ingår i släktet Ceromasia och familjen parasitflugor. Inga underarter finns listade i Catalogue of Life.